# Pablo Diogo
Pablo Diogo (født 18. december 1992) er en brasiliansk fodboldspiller.